# نیوکینگزمن باتلر (آریزونا)
نیوکینگزمن باتلر (به انگلیسی: New Kingman-Butler) یک منطقهٔ مسکونی در ایالات متحده آمریکا است که در شهرستان موهاوی، آریزونا واقع شده‌است. نیوکینگزمن باتلر ۱۲٫۸۷ کیلومتر مربع مساحت و ۱۲٬۱۳۴ نفر جمعیت دارد و ۱٬۰۱۸ متر بالاتر از سطح دریا واقع شده‌است.